# Салчия (река)
Салчия (рум. Salcia) — река в Молдавии, протекающая в границах Тараклийского района, левый приток реки Большая Салчия (бассейн Дуная). Является рекой третьего порядка.

## Название
В исторических документах река Салчия как приток впервые упоминается в 1441 году. Гидроним имеет молдавское происхождение, и заимствует своё название от древесных растений семейства Ивовых, которые произрастают на берегах водоёмов в этой местности, и переводится как «Ива».

## Описание
Река Салчия берёт своё начало в 3 км к северо-западу от северной окраины села Рошица, из дождевого источника на высоте 196,34 м, откуда река формирует своё русло и следует по направлению с севера на юг до села Виноградовка, где в 600 м к юго-востоку от западной части села впадает в реку Большая Салчия на высоте 13,26 м. В верхнем течении река Салчия имеет естественное течение, в среднем и нижнем была зарегулирована путём спрямления, углубления и строительства водохранилища.
В верхнем и среднем течении река протекает через: сёла Рошица, Софиевка, Нижняя Албота, Верхняя Албота, Хыртоп, в нижнем течении через село Салчия.
Долина реки в верхнем течении имеет форму широкого амфитеатра. В среднем и нижнем течении долина приобретает широкую, хорошо выраженную трапециевидную форму. Берега реки изрезаны сетью яров и оврагов. Оба склона используются для выпаса скота, выращивания сельскохозяйственных зерновых культур, винограда, частично заняты хозяйственными постройками. Пойма реки двусторонняя, в основном асимметричная, сухая. На участке от села Салчия и до устья имеет влажную почву. Русло реки шириной от 0,4 до 2,3 м, в пойменной части от 2,2 до 14 м, средняя глубина реки 0,03 м. Берега с глиняным субстратом, высотой 2,0-3,0 м. Течение относительно ленивое, скорость воды 0,27 м/с. На некоторых участках русла, где река покрыта водной растительностью, вода застаивается. Речной сток в среднем течении регулируется водохранилищем Хыртоп.
Максимальные уровни воды и связанные с ними разливы в реке наблюдаются в период весеннего таяния снега, а также после выпадения ливневых осадков в летний период, что может вызывать затопление значительных территорий.
Постоянным источником питания реки считается родник на высоте 160,0 м, который находится в 1,0 км вниз по течению от дождевого источника. Географические координаты: 46°3’9,36" с. ш. и 28°27’45,64" в. д..

## Морфометрические и морфографические характеристики
- длина основного русла 30,8 км[1];
- длина бассейна 30,8 км[1];
- площадь бассейна 148,1 км²[1];
- падение 183,08 м, средний уклон составляет 2,2 м/км (0,0022 %)[1];
- извилистость реки 1,06[1];
- плотность гидрографической сети 0,748 км/км²[1];
- доля озёр 0,671 %[1];
- доля лесов 4,319 %[1].

## Устье реки
Река Салчия впадает в реку Большая Салчия на высоте 13,26 м. Устье находится в 600 метрах юго-восточнее села Виноградовка.

## История
Естественный гидрологический режим реки в прошлом был изменён путём строительства водохранилища с целью предотвращения наводнений и обеспечения потребностей населения.
Водохранилище (озеро) Хыртоп — расположено по течению реки ниже села Хыртоп, объём более 1,25 млн м³ воды. Общие сведении об озере: тип — русловое, регулирование стока — многолетнее, назначение: ирригация, рыбоводство, рекреация. Введено в эксплуатацию в 1971 году;

## Экологическое состояние реки
Основное антропогенное воздействие на экологическое состояние реки Салчия оказывает хозяйственная деятельность населения сёл Рошица, Софиевка, Албота де Сус, Албота де Жос, Хыртоп, и Салчия по причине отсутствия очистных сооружений.
К природным факторам воздействия на качественные параметры реки относятся интенсивные ливневые осадки, в результате которых интенсификуются процессы смыва с поверхности водосборов твёрдых частиц, химических веществ, используемых в сельском хозяйстве, а так же бытового мусора.